# Кастельнуово-Скривія
Кастельнуово-Скривія (італ. Castelnuovo Scrivia, п'єм. Castelneuv Scrivia) — муніципалітет в Італії, у регіоні П'ємонт,  провінція Алессандрія.
Кастельнуово-Скривія розташоване на відстані близько 450 км на північний захід від Рима, 95 км на схід від Турина, 22 км на схід від Алессандрії.
Населення — 5357 осіб (2014).
Щорічний фестиваль відбувається 23 травня. Покровитель — святий Дезидерій.

## Демографія
Населення за роками:

Станом на 1 січня 2023 року в муніципалітеті офіційно проживало 390 іноземців з 22 країн, серед них 86 громадян країн Євросоюзу та 10 громадян України.

## Сусідні муніципалітети
- Альцано-Скривія
- Казеї-Джерола
- Гуаццора
- Ізола-Сант'Антоніо
- Моліно-дей-Торті
- Понтекуроне
- Сале
- Тортона